# Торос Тораманијан
Торос Торамански ( Թորոս Թորամանեան; 1864 — 1. март 1934) био је истакнути јерменски архитекта и историчар архитектуре. Он се сматра „отац јерменске архитектонске историографије“. Кристина Маранци му је приписала заслуге за „успостављање практичне основе за проучавање јерменске архитектуре својим „опсежним радом на терену, мерењима, плановима и фотографијама.“ 

## Биографија
Тораманијан је рођен 1864. године у граду Шебинкарахисар који је тада био део отоманског царства. Студирао је архитектуру на Академији ликовних уметности у Цариграду, а касније и на Сорбони у Паризу, а затим се бавио детаљним проучавањем остатака средњовековних јерменских архитектонских споменика.
Тораманианов научни рад отворио је пут научнику Јозефу Стриговском, који је, након дугог и детаљног проучавања хришћанске архитектуре, закључио славно, иако контроверзно, да је јерменска архитектура имала значајну улогу у развоју византијске и позне западноевропске архитектуре. У хаосу турско-јерменског рата 1920, Тораманиан је изгубио знатан део својих списа и студија.

## Радови
Након дипломирања радио је као архитекта у истом граду, пројектујући станове. Године 1895. Тораманијан је напустио Цариград након дводневног масакра над јерменским становништвом и преселио се у Бугарску . Од 1896. до 1900. године живео је у Бугарској, бавио се грађевинарством, пројектујући неколико објеката, углавном за богате Јермене (Манукије, Саргис Фадијан, Данијел Булгаратси, итд.). Кратко време је живео и у Румунији. Међутим, више га је занимала теорија архитектуре. У ту сврху, 1900. године, посетио је Грчку, затим Египат и Италију да би се лично упознао са архитектонским ремек-делима античког света. Године 1902. одлази у Париз, на Сорбону, где је слушао предавања познатих професора историје архитектуре, историје архитектуре и уметности. Бавио се изучавањем оријенталних археолошких предмета.
- Nyuter hay chartarapetutyan patmutyan (Материјал о историји јерменске архитектуре), књ. 1 (Ереван: 1942) и књ. 2 (Ереван: 1948) [3]

### У Ани
Тораманијан се на кратко вратио у Бугарску 1903. године. Међутим, у пролеће исте године, на предлог Карапета Пасмачјана, јерменског научника из Париза, отпутовао је са њим у Ани на три месеца да спроведе истраживање. Ани се показала као значајно изненађење за Тораманијана. У свом чланку „Црква Звартнотс“, Тораманиан је написао, „Све сам ово видео када сам посетио Ани пре две године. Погледао сам око себе са изненађењем и нисам желео да верујем у стварност онога што сам видео.'
Овим редовима Тораманијан је наговестио да све до почетка 20. века јерменска архитектура није била препозната као посебна школа са независним архитектонским стилом. У свом чланку „Звартнотс Цхурцх“, Тораманиан је написао: „Нажалост, нисам наишао на било какву референцу на јерменску архитектуру у одељку посвећеном архитектонским стиловима. Стога нисам замишљао постојање јерменског стила.' Из тог разлога је Тораманиан одлучио да остане у Анију и лично проучава камено наслеђе јерменског народа. Реализацију ове одлуке олакшало је присуство познатог руско-грузијског археолога Николаја Мара у Анију, који је по други пут вршио ископавања. Тораманиан је добио финансијску подршку од Мар.

### Звартноц
Године 1904. отишао је у Ечмијадзин да истражи споменике раносредњовековне јерменске архитектуре. Тамо је стигао до Звартноца, где је Хачик Вардапет Дадијан отпочео ископавања од 1900. Хачик Вардапет, који није имао стручне квалификације које је поседовао Тораманијан, већ је прекинуо ископавања до доласка Тораманијана, неспособан да заврши посао. Пре ових ископавања, рушевине храма Звартнотс биле су затрпане под дебелим слојем земље. Као оригиналан споменик и који је до нас стигао у готово руинираном стању, храм је права загонетка за оне који га виде. Нико није могао да разуме првобитни изглед структуре, нити значење јединствених облика који се виде на плану.
Ископавања су настављена под вођством Тораманијана. Спровео је детаљну студију о изградњи храма, чије је резултате објавио 1905. године у часопису Мурч, објављеном у Тбилису, у чланку под насловом „Звартноц црква“. У чланку, Тораманиан је предложио своју реконструкцију храма, сугеришући да је то троспратна куполаста структура са равним планом. Тораманијанова теорија наишла је на сумњу јерменског друштва, што је изазвало многе спорове, једноставно зато што таква структура никада раније није виђена, а била је крајње необична за то време.
Спорови су коначно окончани када је Марр открио статуу краља Гагика који држи модел храма током ископавања цркве Светог Григорија у Гагикашену, Ани. Тако је потврђено да је Тораманијан тачно репродуковао запреминско-просторну структуру зграде проучавајући план Звартноца, пошто су историјски извори указивали да ће Гагикашен бити реплика Звартноца.

### У Бечу код Јозефа Стриговског
Године 1913. Тораманијан одлази у Беч на позив Јозефа Стжиговског са циљем да напише дело о јерменској архитектури. После неког времена, одлучио је да се врати у Јерменију како би направио неке додатке. Међутим, избио је Први светски рат и он није могао да се врати у Беч. Тораманиан је са Стриговским поделио своју огромну архиву, укључујући цртеже, фотографије, белешке итд., који су на крају остављени Стриговском, а да Тораманијан није могао да их преузме. 1918. Стрзиговски је самостално објавио своје двотомно дело „Архитектура Јермена и Европе“, у потпуности засновано на Тораманијановим материјалима, при чему се сећа Тораманијана као аутора материјала.

### Даљи радови
Од 1905. до 1909. године, Тораманијан је учествовао у ископавањима у Анију са експедицијом коју је водио познати археолог Николаиос Мар. Проучио је, измерио и фотографисао целокупно архитектонско наслеђе његових рушевина, укључујући цркве, палате, зидове итд., и извршио реконструкцију неких од њих.
Године 1921. држао је предавања о историји древне јерменске архитектуре на Јереванском државном универзитету.

## Смрт и после смрти
Тораманијан је преминуо 1934. у Јеревану и сахрањен је у Комитовом пантеону.
Тораманиан је дао изузетно важан допринос међународном проучавању јерменске архитектуре. Обимни рад који је обавио, упркос бројним изазовима, може се упоредити са напорима читаве научноистраживачке институције. Он није био само вешт специјалиста, већ и посвећен Јермен, наоружан бескрајном љубављу према јерменској архитектури. Због свог значајног доприноса јерменској култури, с правом се сматра оцем научног проучавања јерменске архитектуре.
Тораманијан је кроз своја дела револуционисао историју светске архитектуре, представљајући настанак и развојне периоде јерменске архитектуре.
У Јерменији је установљена награда која носи име Тороса Тораманијана.

## Пројекти
- Јерменска архитектура (Торос Тораманиан, том 1)
- Јерменска архитектура, том 2
- Звартнотс, Гагкашен
- Писма (Торос Тораманиан)
- "Звартноц црква" (1905)
- "Ечмијадзинска катедрала" (1909)
- "Текор храм" (1911)

### Дела
- И. Стрзиговски. "Архитектура Јермена и Европе",
- К. Гхафадариан. „Материјали историје јерменске архитектуре”.